# Gamma Finommechanikai és Optikai Művek

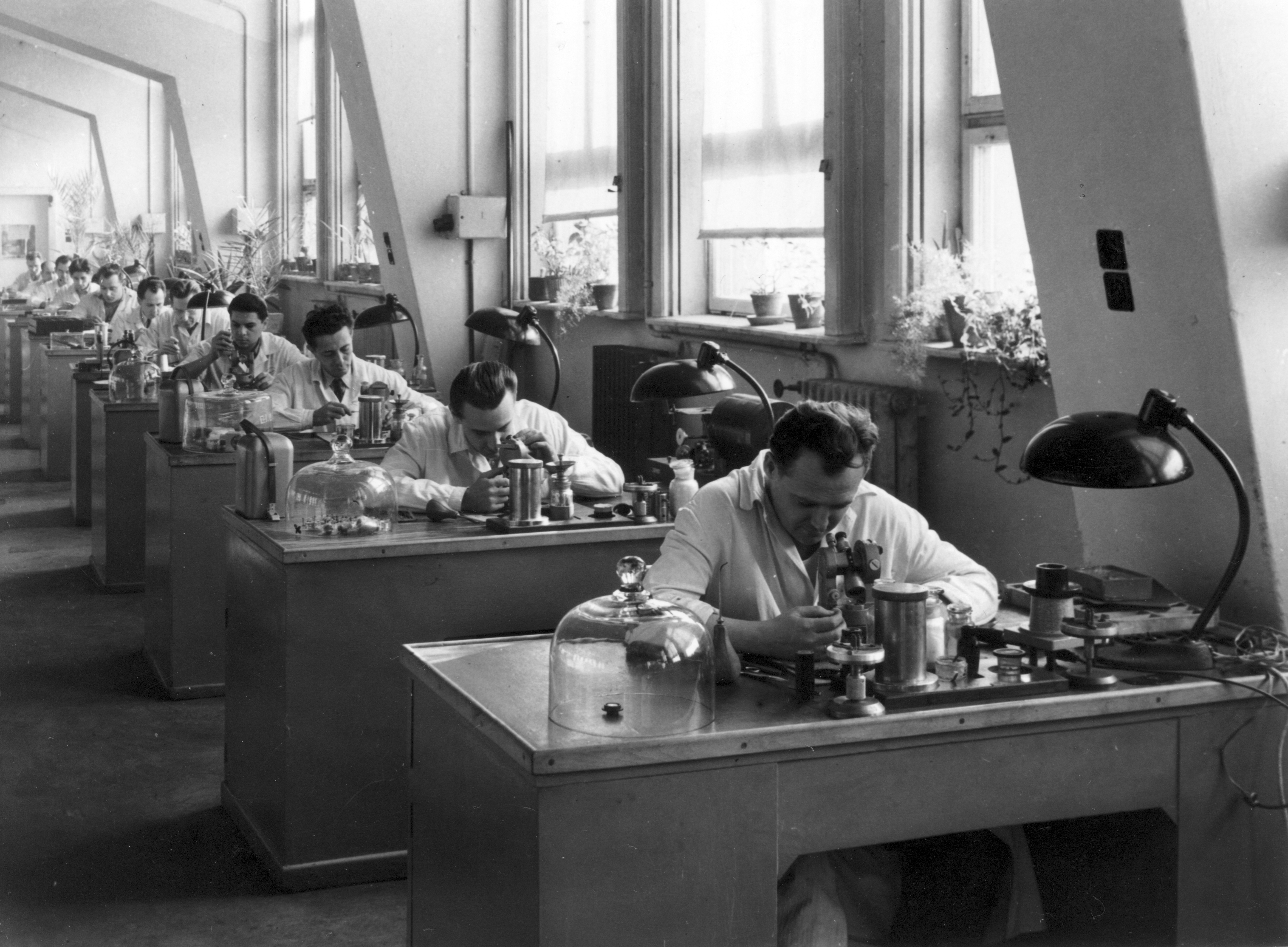
A Gamma szereldéje 1959-ben

A „Gamma” Műszaki Részvénytársaság, a közbeszédben gyakran csak Gamma Művek 1920. május 18-án alakult meg a budapesti lágymányosi Koszorú utcai telephelyen. Alapítói Dréger Károly elektro-, László Arthur gépészmérnök és Braun Zsigmond rokkant százados, kereskedő. Az új részvénytársaság célja: szabadalmak értékesítése, mechanikai és elektrotechnikai tömegcikkek gyártása és árusítása.
1921. május 6-án „a szerencsétlen gazdasági viszonyokra” való tekintettel az Igazgatóság és a felügyelőbizottság lemondott, helyettük újat választottak. A tönkrement üzemet Juhász Zoltán és Juhász István vette át, és újraindította.

## Bővítése
Mivel a Koszorú utcában nem volt lehetőség a bővítésre és a terjeszkedésre, a tulajdonosok a Fehérvári út 83. szám alatt megszerzett telken kezdtek építkezésbe. Az új telephelyen 1925 végén indult meg az üzem fejlődése. 1926-tól megkezdték egyes tudományos és kísérleti készülékek előállítását, geodéziai műszerek gyártását és javítását.
1926 őszén kétszintes gyárépület épült. Itt kísérletezték ki a lőelemképzőt. 1933-ban a gyár termelő alapterülete már 1700 m²-re nőtt, a gyári létszám 110 fő volt. 1935-ben alakult meg a gyár optikai csiszolórészlege. Öt év múlva a gyár optikai termékei nemzetközileg is keresettek voltak. A II. világháborút megelőző években a gyár jelentős értékű és mennyiségű katonai termék gyártását kezdte meg. Az első Gamma-Juhász rendszerű lőelemképző műszerkomplexum az 1930-as évek kezdetén alkalmas volt légvédelmi ütegek irányítására. A rendelések növekedése, a háborús konjunktúra perspektívája megkívánta a gyár állandó bővítését, korszerűsítését. Jelentős eredményeket ért el az optikai üzem is, mely exportra is termelt, így 1939 novemberében a gyár nevét GAMMA Finommechanikai és Optikai Művek Rt.-re változtatták.

## Szervezés, gyártás, szabadalmak
A gyártáselőkészítésnél megvalósult a gyártás- és műveletszervezés. A szerszámgyártást gondos tervezéssel, modern gépekkel (helyzetfúró, menetköszörű, profilprojektor) szerelték fel. Az egyszerűsítés, egységesítés révén nagyobb sorozatú alkatrészgyártás vált lehetővé.

### Néhány fontosabb találmány
- Barabás-féle távcső, mely tetszés szerint volt használható figyelő vagy távmérő távcsőként.
- Csécs Balázs szabadalma alapján készült fénytelefon. Az optikai rendszer gyújtósíkjában elhelyezett izzólámpa a mikrofonárammal volt vezérelve. Fehér-vörös, vagy infravörös fénnyel működött. Hatótávolsága nappal 6-8, éjjel 8-10 km volt.
- Geodéziai műszerek gyártására és javítására még 1920-as évek közepén tértek át. 1928-ban forgalomba került az N-3 típusú szintező, a TT-3 teodolit, az erdészeti tájolós-tahiméter teodolit.
- Az 1940-es években rendelkeztek néhány, főleg fényképezéssel kapcsolatos találmánnyal, melyet a háború miatt nem realizáltak: Rezsny-féle sebességmérő, Juhász-féle lőelemképző, Duflex, Kinga, Pajtás fényképezőgépek.

## A háborút megelőző időszak, és a háború alatt
A Gamma 1944. december 26-tól 1945. február 11-ig a frontvonalban volt. A gyár a harcok során két ízben is gazdát cserélt. A Fehérvári úti épület földszintje és I. emelete teljesen kiégett, más épületek is erősen megrongálódtak.

## A háború után
A szükségletekhez igazodva a lakosság részére különféle háztartási cikkek gyártásával is foglalkozott a gyár. A Honvédelmi Minisztérium rendelés-ígéretére részt vett a demokratikus magyar hadsereg felállításában. A felállítandó hadosztályoknak szükséges irányzó és tábori távcsöveket, tájolókat a Gammánál rendelték meg. A Földművelődési Minisztériumnak geodéziai és térképészeti műszerek szállítására tett ajánlatot. A Népjóléti Minisztériumhoz tartozó közkórházaknak mikroszkópok és egyéb orvosi műszerek gyártását kezdeményezték. 1946 végén már több mint 250 gép működött a gyárban. 1946 tavaszán megkezdték a szemüveglencsék gyártását. A forgótőke hiánya miatt azonban 1947 első felében a csőd szélére jutott. 1948. március 25-én a 100 munkásnál többet foglalkoztató cégek államosítása a Gammát is elérte. A pénzügyi helyzet miatt felvetődött a vállalat felszámolása is, amire nem került sor. „GAMMA Finommechanikai és Optikai Művek N.V.” néven nemzeti vállalattá alakította.

## A profiltisztítás
1951-ben kivált az optikai szemüveglencse-gyártás, amely önálló vállalat lett. Kivált a logarléc- és mérőszalaggyártó részleg, mely Vácott önálló üzemrészként működött. 1952-ben kivált a Finommechanikai Vállalat, amely a Fehér úton önálló gyár lett. Kivált az asztalosüzem, mely Műszaki Faárugyárként folytatta tevékenységét. 1962-ben beolvadt a Gammába a Geofizikai Mérőműszerek Gyára, majd 1965-ben átvették a Finommechanikai Vállalattól a villamosautomatika profilt, annak műszaki fejlesztő szakembereivel együtt. Megnőtt a vállalat területe is. A gyár beépítettsége az 1950. évi 24%-ról 36%-ra emelkedett.
1966-ra nagy vonalakban kialakult a gyár profilja. A Telefongyártól átvett rezgő és szűrőkristályok, valamint szűrők gyártása a sashalmi és törzsgyári Kvarckristály gyáregységbe került. A profil kiegészült: elektronikus műszerek, nukleáris műszerek, egyéb híradástechnikai kristályok, elektromechanikus alkatrészek gyártása. A vállalat neve egyidejűleg GAMMA MŰVEK-re változott. 1971. január 1-jével megvásárolták a Bábolnai Állami Gazdaságtól a kisbéri Gépjavító Állomást.

## Új gyártmányok
A többszörös profilváltás során az optika helyét a nukleáris műszergyártás foglalta el, a geofizikai és orvosdiagnosztikai műszerek mellett. A Központi Fizikai Kutatóintézettel közösen fejlesztették ki a nukleáris műszercsaládot. Ezzel párhuzamosan indult a műszertechnikai elemek gyártása (helipotok, szervomotorok, digitál-analóg konverterek, mágneses erősítők stb.). Beindult a komplett automatikák, ipari automatikák gyártása. Az Interatominstrument keretében részt vett a szocialista országok nukleáris műszerigényének biztosításában.
Duflex, Kinga, Pajtás fényképezőgépek.

## Átalakulás
A mai GAMMA Műszaki Zrt. a Gamma Művek állami vállalat felszámolása során, annak szakmai utódaként alakult 1993. december 1-én. Kezdetben a nukleáris műszergyártás profilt folytatta, igaz, jóval kisebb alapterületen. 2000-es évek elejétől ismét növekedésnek indult gyár 2008-ban átköltözött az Illatos útra az 1928-ban alapított Respirátor Zrt. telephelyére, amellyel stratégiai partnerségben dolgozott tovább. 2015-ben a Respirátor Zrt. beolvadt a Gamma Zrt.-be.
Jelenlegi divíziókba szervezve folytatja működését:
- Egyéni védőeszköz divízió (korábbi Respirátor termékvonal)
- Mérőműszer divízió (meteorológiai állomások, sugárzásmérő műszerek, gázérzékelők, monitoring hálózatok)
- Nukleáris berendezések divízió
- Jármű divízió (Komondor, könnyű páncélvédettségű harcjármű család, KML, KML-ADR mobil laboratóriumok, mentesítő utánfutók)
- Tábori ellátó rendszerek( konyhák, mentesítő rendszerek)
- Laboratóriumok (vegyi, izotóp, környezetállósági)
- Alkatrészgyártás (Gamma Mechanikai kft)